# Perfect Me (EP)
Perfect Me је први E.P. америчке кантауторке Беке, објављен 2008. године у Јапану.

## Списак песама[1]
| #  | Назив | Трајање |
| -- | ----- | ------- |
| 1. |       | 03:40   |
| 2. |       |         |
| 3. |       |         |
| 4. |       |         |
| 5. |       |         |